# 1996年アトランタオリンピックのイタリア選手団
1996年アトランタオリンピックのイタリア選手団（1996ねんアトランタオリンピックのイタリアせんしゅだん）は、1996年7月19日から8月4日にかけてアメリカ合衆国のジョージア州アトランタで開催された1996年アトランタオリンピックのイタリア選手団、およびその競技結果。

## 概要
今大会は金メダル13個、銀メダル10個、銅メダル12個の合計35個のメダルを獲得した。

## メダル
| メダル | 選手名                           | 競技   | 種目                  |
| ------ | -------------------------------- | ------ | --------------------- |
| 金     | アンドレア・コッリネッリ         | 自転車 | 男子4000m個人追い抜き |
| 金     | シルビオ・マルティネッロ         | 自転車 | 男子ポイントレース    |
| 金     | アントネッラ・ベッルッティ       | 自転車 | 女子3000m個人追い抜き |
| 金     | パオラ・ペッツォ                 | 自転車 | 女子クロスカントリー  |
| 銀     | エリザベッタ・ペローネ           | 陸上   | 女子10km競歩          |
| 銀     | フィオナ・メイ                   | 陸上   | 女子走幅跳            |
| 銀     | イメルダ・キアッパ               | 自転車 | 女子個人ロードレース  |
| 銀     | ジローラモ・ジオビナッツォ       | 柔道   | 男子60kg以下級        |
| 銅     | アレッサンドロ・ランブルスキーニ | 陸上   | 男子3000m障害         |
| 銅     | ロベルタ・ブルネット             | 陸上   | 女子5000m             |
| 銅     | エマヌエーレ・メリージ           | 競泳   | 男子200m背泳ぎ        |
| 銅     | イレニア・スカピン               | 柔道   | 女子72kg以下級        |